# Fredrik Jahn
Fredrik Jahn, född 15 februari 1965 i Kinna, är en serieentreprenör, innovatör, keyboardist och låtskrivare. Han är grundare av bland annat MinAffärsTV AB. Jahn var låtskrivare och spelade keyboard i Stonefunkers under pseudonymen Steady Freddy under 1990-talet.